# Aéroport de Komodo

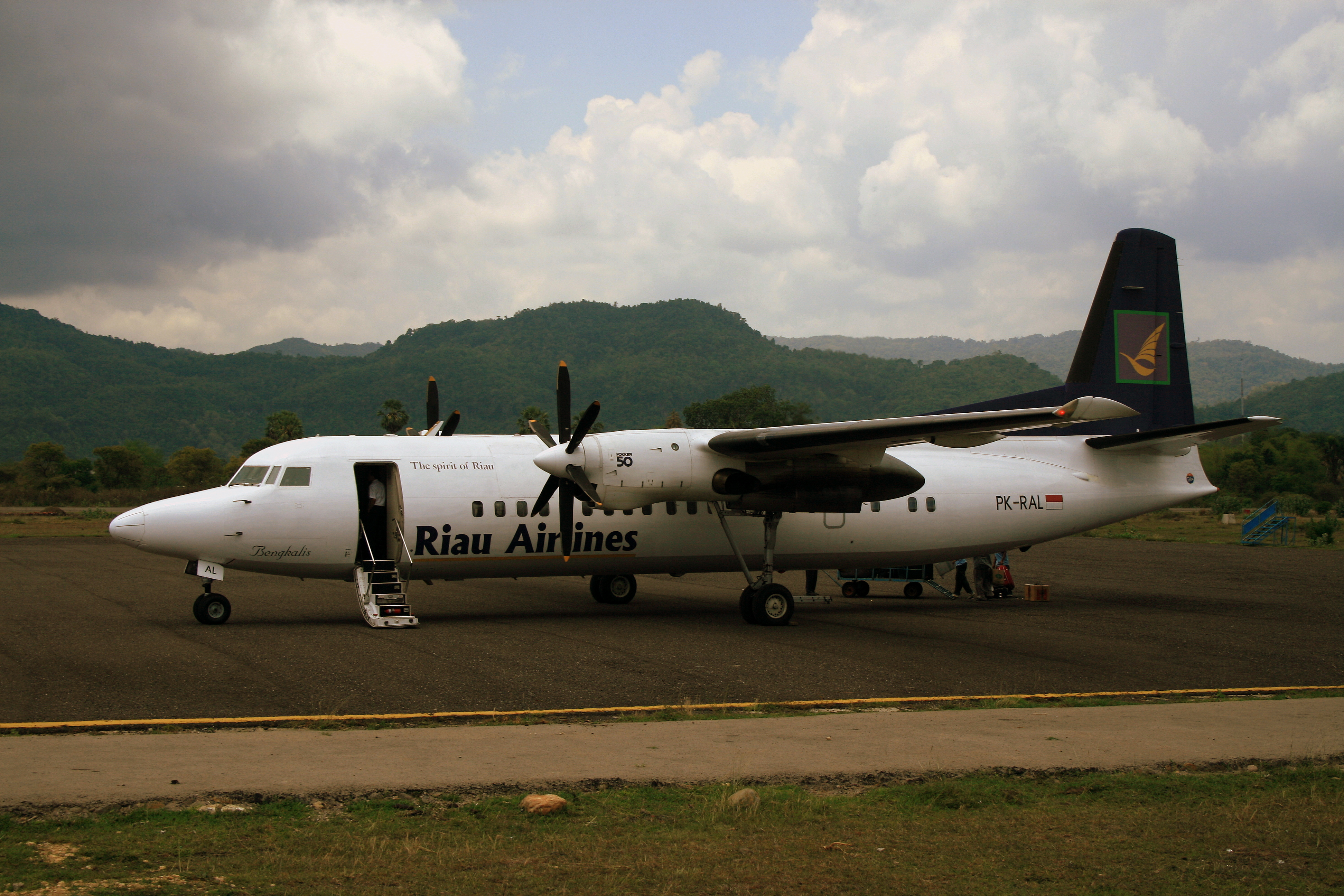
Fokker F50 de Riau Airlines sur l'aéroport de Komodo, en 2008.

L'aéroport de Komodo (indonésien : Bandar Udara Komodo) (code IATA : LBJ • code OACI : WATO) est un aéroport situé près de la ville de Labuan Bajo sur l’île de Florès dans la province de Nusa Tenggara oriental en Indonésie. L'aéroport a été nommé en référence au parc national de Komodo, situé sur une île voisine. 
Il était auparavant connu sous le nom d'Aéroport Mutiara II, qu'il ne faut pas confondre avec l’aéroport Mutiara situé près de la ville de Palu dans la province de Sulawesi central, en Indonésie. Le premier Boeing 737-800 a atterri et décollé avec succès en septembre 2013. 

## Situation
| Banda Aceh Denpasar Pangkal · Pinang Tanjung · Pandan Djakarta-Soekarno-Hatta Bengkulu Solo Semarang Pangkalan · Bun Palangkaraya Sampit Palu Djakarta-Halim Perdanakusuma Samarinda Malang Surabaya Balikpapan Ende Kupang Komodo Gorontalo Jambi Bandar Lampung Ambon Tarakan Ternate Manado Gunung · Sitoli Medan Wamena Biak Merauke Timika Jayapura Pekanbaru Batam Tanjung · Pinang Bau-Bau Banjarmasin Makassar Palembang Bandung Pontianak Ketapang Bima Lombok Manokwari Sorong Padang Yogyakarta |

## Installations
Le 27 décembre 2015, le président Joko Widodo a inauguré une nouvelle aérogare moderne à l'aéroport, qui peut accueillir jusqu'à 1,5 million de passagers par an, contre 150 000 auparavant. La nouvelle infrastructure devrait donc permettre une augmentation significative du nombre de touristes venant sur l’île de Flores et ses environs. 
L’aéroport est à une altitude de 20 m au-dessus du niveau moyen de la mer. Il possède une piste de 2 250 m de longueur et de 30 m de largeur orientée 17/35 avec un revêtement en asphalte.  
En outre, des fondations ont été mises en place pour un prolongement de la piste à 2 250 mètres et un élargissement à 45 mètres pour accueillir des moyens porteurs comme l'Airbus A320, le Boeing 737-800 et le Boeing 737-900ER. Auparavant, l'aéroport ne pouvait accueillir que des avions à hélices du type ATR 72-600. 
On estime que 16 vols peuvent atterrir et décoller chaque jour avec l’extension de la piste.

## Compagnies aériennes et destinations
| Compagnies        | Destinations                                                                       |
| ----------------- | ---------------------------------------------------------------------------------- |
| Batik Air         | Denpasar-Bali, Djakarta-S.-Hatta, Surabaya-Juanda                                  |
| Citilink          | Djakarta-S.-Hatta                                                                  |
| Garuda Indonesia  | Denpasar-Bali, Ende, Djakarta-S.-Hatta, Kupang-El Tari                             |
| Indonesia AirAsia | Denpasar-Bali (débute 1 août 2019)                                                 |
| NAM Air           | Denpasar-Bali                                                                      |
| Susi Air          | Bima (en), Waingapu                                                                |
| TransNusa         | Makassar-Sultan-Hasanuddin, Ende                                                   |
| Wings Air         | Bajawa (en), Denpasar-Bali, Ende, Kupang-El Tari, Lombok, Maumere, Surabaya-Juanda |

Édité le 25/06/2019

## Incidents
Le 14 septembre 2011, un avion de la compagnie Aviastar a heurté un groupe de vaches à son atterrissage, endommageant légèrement la partie avant de l'avion. Des employés de l’aéroport à motocyclettes avaient tenté d’emmener les vaches avant l'atterrissage de l’avion. 